# 에르네스토 페레스바야다레스

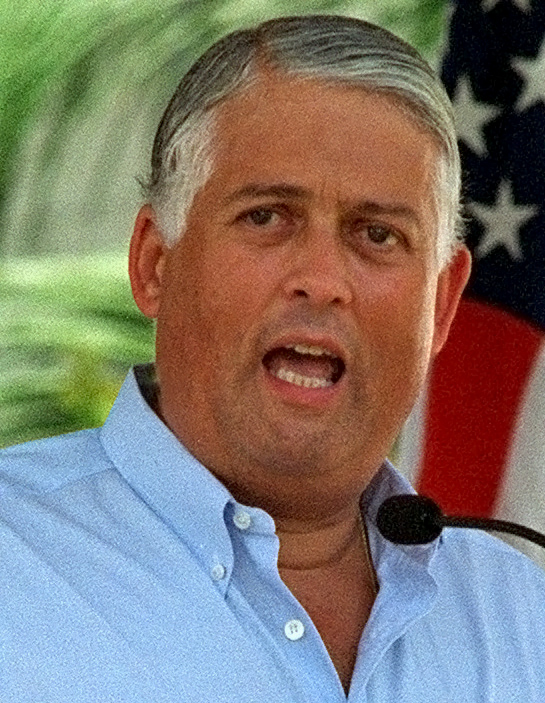

에르네스토 페레스바야다레스(Ernesto Pérez-Balladares)는 파나마의 정치인으로, 1994년부터 1999년까지 파나마의 대통령으로 재임하였다. 본명은 에르네스토 페레스바야다레스 곤살레스레비야(Ernesto Pérez-Balladares González-Revilla)이고, 엘 토로(El Toro, 황소라는 뜻)로 잘 알려져 있다. 도라 보이드와 결혼하였으며, 그녀와의 사이에서 딸 셋을 낳았다.

## 역대 선거 결과
| 선거명      | 직책명           | 대수 | 정당       | 득표율 | 득표수    | 결과 | 당락               |
| ----------- | ---------------- | ---- | ---------- | ------ | --------- | ---- | ------------------ |
| 1989년 선거 | 파나마 제1부통령 | -대  | 민주혁명당 | 28.38% | 188,914표 | 2위  | 낙선               |
| 1994년 선거 | 파나마의 대통령  | 28대 | 민주혁명당 | 33.30% | 355,307표 | 1위  | 파나마 대통령 당선 |